# Ојкача
Ојкача је десетерачка пјесма из два стиха, који се завршавају дугим „оој“. Пјева је три или пет пјевача, или цијело коло, у полутону (секунди). Може бити праћена једноструним или двоструним гуслама свираним у истој интонацији, која се у западноевропској музичкој теорији сматра обрасцем какофоније. Традиција ојкаче, или ојкања посебно се гаји у Крајини, а нарочито о Поткозарју.
Ојкача је уврштена у национални регистар нематеријалног културног наслеђа Србије. Ојкача се и у Хрватској сматра нематеријалним културним наслеђем, па се од 2010. године, на предлог Републике Хрватске, налази и на УНЕСКОВОЈ Репрезентативној листи нематеријалног културног наслеђа човечанства, као угрожено наслеђе.

## Име „Ојкача“
Постоји више теза и супротних мишљења о настанку имена „Ојкача“.
Многи тврде да је њено име настало од глагола ојкати, што значи «отегнуто и тужно пјевати, наглашавајући и продужавајући глас о».
Једна од претпоставки да је настала из ријечи 'Ој'(које је наглашено у пјесми) и ријечи 'Кача'-змија старословенски која асоцира на игру тј. коло
Народ ојкачу назива и војкачом, што се може објаснити на више начина: ријеч војка значи „овдје“. Дакле: овдје, вође, вој, војка, војкаре, војкарце. Према томе војкача је наша пјесма, она што се пјева овдје, ту, у завичају, на огњишту.

## Пјевање ојкаче
Ојкача је изражена у једноставној мелодији пратећег гласа и развијеној мелодији пјевача који води. Један заводи пјесму док су други пратња.
Често се сугласник в приликом ојкања може чути тамо гдје му није мјесто у сељачком пјевању. Овдје се јавља дакле потреба кићења ријечи, односно мелодије са вишком ријечи који доприносе богатству ојкаче.

## Теме
Теме су углавном шаљивог или тужног карактера, а неретко се у њима појављују и неке егзистенцијалне теме из свакодневног живота. После ратова 90-тих година, и нестанком великог броја Срба са простора Крајине, често се појављују и пјесме о животу у избјеглиштву и песме националистичког карактера.

## Крајишка музика
Крајишка музика представља модернизовану верзију ојкаче и изводи се уз пратњу хармонике, а понекад и без пратње других гласова. Посебно је популарна у Републици Српској и међу досељеницима из Крајине.

## Ојкање код Крајишника
Ојкање (такође војкање, трескање, завијање, грохотање) је посебан начин певања слогова хој, вој, ој, дужим тремолисањем или такође дужим или краћим мелисмима. Јавља се као рефрен у десетерачким и осмерачким песмама, а изводи се појединачно у тзв. самачким и путничким песмама или чешће полифоно; док један певач држи отегнуте тонове исте висине тј. војка, очи, други треска, потреса, тј. тремолише. Певач који треска започиње за кварту или терцу више од лежећег тона спуштајући глас и постепено га смирујући у унисону са другим певачима. Ојкање је у разним облицима најраспрострањеније у Лици, Далмацији (нарочито Далматинској загори) и Херцеговини. Ојкалица се у Сињу традиционално зове рера, а у Имотском и околини те у западној Херцеговини ганга. Обично се ојкајући испевавају кратки стихови, најчешће шаљиве риме. Ганге или гангалице су народне песме које се изводе на начин примитивне полифоније, нарочито раширене у околини Имотског.

## Нематеријално културно наслеђе
УНЕСКО-ов Комитет за нематеријалну културну баштину света 16. новембра 2010. је, на предлог Републике Хрватске, уврстио музички изричај ојкање на УНЕСКО репрезентативну листу нематеријалног културног наслеђа човечанства.
Ојкача је данас изузетно распрострањена у областима у којима је насељено становништво крајишког порекла, пре свега у Војводини и на подручју Београда. Зато је 2012. године уврштено и у Национални регистар нематеријалног културног наслеђа Србије.